# Anícia Proba
Anícia Proba (em latim: Anicia Proba) foi uma nobre romana do final do século IV ou começo do V. Era filha de Sexto Cláudio Petrônio Probo, cônsul em 371, e Anícia Faltônia Proba. Ela é citada numa inscrição sobre um tablete de bronze (XIV 4120 n.2 = XV 7157) junto de seu irmão Anício Petrônio Probo, cônsul em 406, e é estilizada mulher claríssima. Talvez seja citada noutra inscrição (XV 7132 = VI 32033) junto de certo Probo, embora também possa ser uma alusão a seus pais.